# ダイナスティカップ1998
ダイナスティカップ1998（第4回 AFC マールボロ ダイナスティ カップ 1998、The 4th AFC Marlboro  Dynasty Cup '98）は、1998年3月1日から3月7日にかけて、日本で開催された第4回目の、そして最後のダイナスティカップである。
日本が大会3連覇を果たした。

## 会場一覧
| 都市 | スタジアム名       | 収容人数 |
| ---- | ------------------ | -------- |
| 東京 | 国立霞ヶ丘競技場   | 57,363人 |
| 横浜 | 横浜国際総合競技場 | 72,327人 |

## 結果
| 順 | チーム         | 試 | 勝 | 分 | 敗 | 得 | 失 | 差 | 点 |
| -- | -------------- | -- | -- | -- | -- | -- | -- | -- | -- |
| 1  | 日本           | 3  | 2  | 0  | 1  | 7  | 4  | +3 | 6  |
| 2  | 中華人民共和国 | 3  | 2  | 0  | 1  | 4  | 2  | +2 | 6  |
| 3  | 韓国           | 3  | 2  | 0  | 1  | 4  | 3  | +1 | 6  |
| 4  | 香港リーグ選抜 | 3  | 0  | 0  | 3  | 1  | 7  | −6 | 0  |

| 1998年3月1日 |

| 日本                        | 2 - 1 | 韓国        |
| 中山雅史 18分 · 城彰二 89分 |       | 李相潤 21分 |

| 横浜国際総合競技場（横浜） 観客数: 59,380人 主審: アリ・ブジサイム |

| 1998年3月1日 |

| 中華人民共和国 | 1 - 0 | 香港リーグ選抜 |
| 張恩華 59分    |       |                |

| 横浜国際総合競技場（横浜） 観客数: 40,000人 主審: 岡田正義 |

| 1998年3月4日 |

| 日本                                                                         | 5 - 1 | 香港リーグ選抜 |
| 中田英寿 22分, 36分 (PK) · 増田忠俊 40分 · 名波浩 71分 · 呂比須ワグナー 85分 |       | 譚拔士 34分    |

| 横浜国際総合競技場（横浜） 観客数: 50,743人 主審: アブドゥル・ラフマン・アル・ゼイド |

| 1998年3月4日 |

| 韓国                      | 2 - 1 | 中華人民共和国 |
| 崔成勇 39分 · 李相潤 42分 |       | 黎兵 16分      |

| 横浜国際総合競技場（横浜） 観客数: 39,484人 主審: ピロム・アン・プラサート |

| 1998年3月7日 |

| 日本 | 0 - 2 | 中華人民共和国 |
|      |       | 黎兵 9分, 50分 |

| 国立霞ヶ丘競技場（東京） 観客数: 53,226人 主審: アブドゥル・ラフマン・アル・ゼイド |

| 1998年3月7日 |

| 韓国        | 1 - 0 | 香港リーグ選抜 |
| 崔龍洙 90分 |       |                |

| 国立霞ヶ丘競技場（東京） 観客数: 27,668人 主審: 岡田正義 |

## 優勝国
| ダイナスティカップ1998優勝国 |
| ---------------------------- |
| · 日本 · 3大会連続3回目      |

## 表彰
| 賞      | 受賞者   | 備考  |
| ------- | -------- | ----- |
| 大会MVP | 中田英寿 | 優勝  |
| 得点王  | 黎兵     | 3得点 |

## トピックス
- 初戦の日本対韓国戦は横浜国際総合競技場のこけら落としである。